# 马来人尊严大会
马来人尊严大会是2019年10月6日在马来西亚雪兰莪州莎亚南的美拉华蒂体育馆举办，由马来亚大学的马来辉煌中心与另外三所大学，即玛拉工艺大学、博特拉大学及苏丹依德里斯教育大学联办的种族大会。参加会议的有马来西亚希盟政府各部门和各州的主要负责人。
该大会被外界喻为马来西亚版本的保守政治行動會議（CPAC）。

## 背景
2019年9月14日，巫统与伊斯兰党举办“穆斯林团结大会”，并签署合作宪章，吸引两万人出席。随后马来亚大学、玛拉工艺大学、博特拉大学及苏丹依德理斯教育大学，以及大马穆斯林律师协会为合作单位举办「马来人尊严大会」，邀请国内马来政党参与讨论马来人课题，得到多数马来政党的支持。

## 大会概要
大会上，首相马哈迪·莫哈末以「马来领袖」的身份出席大会。被认为是马哈迪接班人的公正党主席安华·依布拉欣没有出席，但该党署理主席阿兹敏阿里代表出席。来自反对党阵营的马来政党也有派代表出席大会，包括伊斯兰党主席哈迪阿旺、巫统总秘书安努亚慕沙、前青年及体育部长凯里·嘉马鲁丁等。讨论各项马来人权益的课题，包括文化、宗教、教育、经济和政治。
「马来人尊严大会」被认为具有政治目的及种族意味，因此被其他种族政党批评是马来人至上主义集会，马哈迪强调，「我们不是种族主义者，大会上沒谴责他人，要谴责马来人而已。」同时表示，虽然出席者包括政党领袖，但也有非政府组织及高等学校的学术人士出席，马哈迪认为出席的马来人都有责任修复马来人的尊严。
「马来人尊严大会」触及一些敏感动议，包括建议落实单一源流教育，但希盟政府表示，会议上所审视的五大议案未必照单全收。

## 大会五大议案摘录

### 文化
对于文化议题：大会提出将对干预、挑战和威胁回教作为国家宗教地位者采取严厉行动；修改国语法令，确保马来语作为国家官方语言的明确性，各阶段的国文科都要学习爪夷文；确保所有政府官方事务只使用罗马文字和爪夷文，同时确保爪夷文的准确性，对于违反上述法令者将采取严厉惩罚；国家公务员的大马教育文憑(SPM)国文科目必须考获优等和掌握书写能力；修改1996年教育法令，以确保国语马来语作为小学和中学的媒介语；提供特别拨款予任何举办有利于爪夷字的研究；设立内阁委员会，确保国语法令的执法性。

### 宗教
对于宗教议题：修正马来西亚联邦宪法，宣告逊尼「圣众派」（Ahli Sunnah wal-Jama' ah)）为国家信仰是唯一生活方式，且所有政策、法令和行为须以此为基础；国州主要职务，包括首相、州务大臣、州首长和政府所有职位应由信仰逊尼「圣众派」的巫裔穆斯林担任；催促人权委员会、律师公会、自由主义等非政府组织和团体不得以人权干预回教事务；确保与回教冲突的信仰和主义，包括自由主义、宗教多元主义、世俗主义和享乐主义禁止向回教徒宣扬；加强和拓展和回教有关的事务。

### 教育
对于教育议题：大会提议倍增B40（贫穷家庭）土著群体的奖学金接受人数，同时官联公司将以马来人和土著候选人为优先，奖学金应只提供给马来学生；只豁免一级荣誉毕业的马来学生偿还国家教育基金货款；在6年内废除多源流学校。

### 经济
对于经济议题：强化所有巫裔和马来半岛土著的经济能力；设立财政与房屋委员会，以协助巫裔在市区拥有房屋和商业建筑；官联公司应给予巫裔有效参与新经济和高科技领域，确保巫裔沒有被边缘化；设立特别理事会或委员会，以协助和监督所有照料巫裔利益的官联公司和政府机构的行为；所有与巫裔相关经济单位应由拥有马来人领导和管理。

## 争议
大会执行长拿督再纳吉林（Zainal Kling）在大会致词上指出，「马来西亚是(Malaysia)是马来(Malay)和群岛(Sia)的结合，意即这片土地是马来人的土地，表示是巫裔给予其他种族公民权，提醒各方别挑战巫裔的地位，如果国人不遵守联盟宪法这项社会契约，根据伊斯兰教义，允许马来人驳回当初的马来西亚社会契约。这段「马来西亚属于马来人」的言论广受社会非议，非巫裔民众认为又是马来政党的老调重弹，了无新意的谬论。巫青团吉打州团长莫哈末法兹尔则认同再纳吉林的言论。

议会其中一个课题是关闭多源流学校，苏丹依德里斯师范大学代表努鲁法汀在代表提呈上述教育领域提案时指出：
|  | 为了让各族团结，我国有必要推行单源流教育体制，华淡小等母语学校阻碍国民团结，唯有将之废除，将能达致团结。 |

他的言论得到部分行政议员的认同，但引起了华教哗然。10月7日，教育部副部长张念群在记者会上强调，希盟政府在竞选宣言中表明，会为社会打造尊重各界的学习环境，不会关闭多源流学校。

## 批评

### 议题批评
马来亚大学副校长，同时也是大会筹员会主席阿都拉欣强烈批评，2018年马来西亚大选后，马来人的各项特权，如伊斯兰教、王室等敏感课题频频被提起，在教育方面，国内各学校越来越倾向种族学校， 马来语作为国家语言的地位备受挑战，他对此情况相当不满，要求希联政府确定和马来语相关的语文如爪夷文是国家言语。
马哈迪·莫哈末在大会上批评巫裔，指出在经济方面，巫裔未能抓住机会是本身懒惰的行为，导致外国人拿走发展机会，认为巫裔不愿做一些被视为危险、辛苦、肮脏等的工作，但每年拿500令吉政府补助却不会感到羞耻。虽然政府已提供多次各种机会，包括推出新经济政策，但巫裔依然无法拉近与其他种族的收入差距，他对此感到伤心和失望，「马来亚半岛原本是属于马来人的，不过马来人最后必须与其他人分享。为何会发生这种事？因为我们不能独自地承担所有负担。一个独立的族群，所有事都需要靠自己，如果我们做不到，那就会要别人来帮我们了。」「我们依靠别人以获得胜利，当我们依靠别人时，我们或多或少就欠人家思情。」
主张宗教主义的伊斯兰党在出席「马来人尊严大会」引起社会巨大关注，认为该大会是种族主义和宗教主义的大集会，两大极端主义合作只会让社会不安。主席哈迪阿旺批评所有反对该党参与「马来人尊严大会」的反对者患上伊斯兰恐惧症，认为伊斯兰党参与马来人的课题合情合理。

### 大会批评
「马来人尊严大会」普遍受到各方强烈批评，而对学术机构参与政治议题感到不满和反对。
- 民主行动党资深领袖林吉祥质疑学术机构不应举办这样以种族为基调的活动，认为大会忽略过去近10年来大马蒙受盗贼统治国家的污名、骂名和恶名，是导致马来人和马来西亚尊严跌到历史最低点的唯一因素。林吉祥透过文告，希望「马来人尊严大会」应该朝著新马来西亚的方向前进讨论，而不是在虚构课题上互相斗争。

- 马大新青年主席廖洋篊批评，马大校方与其余几所大学联办「马来人尊严大会」带有强烈的种族主义色彩，这种大会无法解决问题，反而会加深种族间裂痕。

- 马大学生会暑理主席叶纹清斥责该校副校长拿督阿都拉欣在「马来尊严大会」上发表种族言论。表示虽然马大学校是一所多元文化宗教大学，但阿都拉欣沒有致力利用中庸普世价值来团结学生和国民，并保护大学机构免受政治议程的干扰，反而强迫巫裔学生参与大会是侵犯学生自主的举动，对此深感失望，要求副校长引咎辞职。

- 华总会长吴添泉批评「马来人尊严大会」完全不顾非马来人尊严和感受，虽然主办方表示，大会是以学术方式来探讨马来人在各项领域的课题，但讨论过程和结果是让非马来人担忧。
- 国内著名人权律师西蒂卡欣直斥，“马来人尊严大会”的4所政府大学领导人，是种族主义和偏执狂，要求他们辞职[7]。

## 评论
时事评论员陈亚才认为，「马来人尊严大会」是一场马来人相互取暖的大会，显示马来人对自身权益、地位及前景深感忧虑，也间接反映马来人缺乏信心及竞争力，担忧在这片国土备受威胁，继而以民族主义方式提出5大领域议案，试图透过法律及国家制度保障地位。他也认为马哈迪·莫哈末回应非常老练、得体且务实，阐明大会通过的相关议案，政府不一定照单全收。陈亚才也认为马哈迪出席这场标榜马来社会的大会主要还是策略考量，既争取马来人的支持及聆听诉求，也可中和巫统和伊斯兰党的攻击，如果缺席将被定调为不关心马来人问题。
董教总发表联合文告，认为「马来人尊严大会」充斥着种族极端的言论，包括废除多源流学校制度、所有官方事务都使用爪夷文、挑战马来人特权将终止社会契约等等，「与其说是探讨马来社会的问题，大集会更倾向于挑起各种族之间的猜疑和误解，制造族群分化和对抗，以达到政治目的」对此深表遗憾。强调大学不应沦为政治工具，包括举办有种族和宗教情绪的集会，不但是在族群间蓄意制造更多仇恨，而且摧毁国家的根基和建设。表示「近年来，社会各领域都充斥极端主义的笼罩和威胁，但政府都沒有及时采取行动加以制止，即使政权轮替后，以强调全民平等和宗教和谐为理念的新政府，也没有展现改革的勇气和魄力，促请政府必须与任何鼓吹种族情绪、宗教仇恨的极端集会切割。」
公正党主度拿督斯里安华认为，比起各族尊严的问题，政府应更关注国内的治理问题。也不认同财政部长职位，必须由巫裔穆斯林担任，需视其资历非种族挑选，只要是大马人就可以。
行动党领袖兼国会下议院副议长倪可敏强调，1957年联邦宪法与1963年马来西亚协议已经保障全体国民的权益，因此马来西亚是属于全体大马国民，多元种族、多元文化共存共荣是马来西亚重要的国家资产，表示「马来西亚属于全体马来西亚人，是无庸置疑，国人应该用中庸开明去守护这片国土，用勤俭朴实去努力耕耘，才是真正的富国強民之道。」「若有人想靠办一场种族大集会就赢得别人尊重，那无异是画饼充饥、望梅止渴。」

## 其他
「马来人尊严大会」期间，发生逾百人食物中毒事件，多人出现呕吐及腹泻情况，起因是主办主提供的食物出现问题。随后197名受害者分别送往巴生、莎阿南、双度毛糯及八打灵再也医院接受治疗。

### 大会余波
2019年10月14日，由于不满马来亚大学副校长在「马来人尊严大会」的种族言论，该校新青年组织主席黃彦铬在毕业典礼期间，在会场上展示副校长阿都拉欣5个应该辞职的理由的纸牌，包括指责对方成为政治傀儡、压制学术自由、鼓吹种族主义和仇恨、无法捍卫宪法赋予大学生的权力，以及未能解决大学财务问题。马来亚大学批评对方行为是相当无礼且是不被接受的举动，宣布已经报警将事件交由警方处理，并扣押黄彦铭与阻领新青年前主席官华恩的毕业证书，此举引起轩然大波。
双方的举动都引发争议，社会大多数观点认为在毕业典礼上进行抗议是不适当的行为，认为抗议要在适合的地方进行，不是在毕业典礼上。而认为校方在该事件上报警处理是过激的举动，和扣押毕业证书是威迫和不合理的行动。
事件也引发社会意见分歧，部分大学后备军官学员进行示威抗议，表示对副校长阿都拉欣的支持，网民联署支持大学的举动和要求撤销对方毕业证书。马来亚大学学生会与马大校友则联署支持黄彦铬。教育界董教总、人权律师公会和人民行动党则批评校方打压学生表达言论自由的权利。事件导致马来西亚教育部介入，安排双方对话解决。10月19日，马来亚大学发表文告，强调并未扣押或撤销任何毕业生的毕业证书，表示毕业证书于10月12日至20日分阶段分发，「校方尊重人权，也明白学生有言论自由的权力，但学生在毕业典礼举牌抗议，确实不尊重毕业典礼。」黄官二人于19日成功拿回毕业证书后召开记者会，促请校方撤销报案，以证明捍卫言论自由的立场。
2020年2月26日，黄彦铬正式被马来西亚总检察长控告抵触刑事法典第504条文（蓄意侮辱及破坏公共安宁）。黄彦铬否认罪状，并质疑是遭到政治提控。